# Dorothy Hyman
Dorothy Hyman (Cudworth, Regne Unit, 9 de maig de 1941) és una atleta britànica que guanyà tres medalles olímpiques els anys 1960 i 1964.

## Carrera esportiva
En els Jocs Olímpics de Roma de 1960 obtingué una medalla de plata en la carrera de 100 metres, amb un temps d'11,3 segons, i la de bronze en la carrera de 200 metres, amb un temps de 24,7, superada per l'estatunidenca Wilma Rudolph.
En els Jocs Olímpics de Tòquio de 1964 va guanyar la medalla de bronze en els relleus 4x100 metres, una prova en la qual era especialista, amb un temps de 44.0 segons, arribant a la meta després de Polònia (rècord mundial amb els seus 43.6 segons) i Estats Units (plata amb 43.9), sent les seves companyes d'equip: Mary Rand, Daphne Arden i Janet Simpson.